# 楊國強 (中國企業家)
楊國強（1955年—），中國大陸企業家，碧桂園集團创始人、前董事局主席，第十二届及第十三届全国政协委员。

## 生平
楊國強1955年出生於廣東順德北滘鎮广教村，年少時家境十分貧窮，读高中时因为交不起学费被迫辍学，在学校资助下才完成了学业。1978年，杨国强在兄长杨国华帮助下进入北滘公社房管所任施工员，后升任区建筑队队长。因包揽工程又省又好，而在镇内小有名气。1984年末，在时任北滘镇党委书记冯润胜邀请下，楊國強加入鎮政府屬下的北滘建築工程公司，组建北滘区建筑工程队。1990年，顺德县北滘区建筑施工队、顺德第二建筑公司第二工程队合并组建为顺德北滘建筑有限公司，杨国强成为总负责人。1993年9月，在顺德产权改革背景下，杨国强出资收购北滘建筑工程公司。1994年底，杨国强接手北滘建筑公司垫资开发的碧桂园项目，开始了自己的房地产事业。碧桂园从顺德起家，逐渐发展为全国地产龙头企业。
2005年，二女儿杨惠妍加入碧桂园后，杨国强将其持有的碧桂园股权悉数转给杨惠妍，但继续参与集团的日常运作管理。
2008年5月，有报道指杨國強拟通过筹资100億港元收購邵逸夫持有的邵氏兄弟股權，入主香港无线电视，但最终并未成事。
2021年2月25日，中国脱贫攻坚总结表彰大会在人民大会堂举行，民营企业碧桂园集团创始人杨国强获得“全国脱贫攻坚先进个人”荣誉称号并受到表彰。
2023年3月1日，碧桂园发布公告称，杨国强因年龄原因提出辞任公司主席及执行董事职务，辞任后以特别顾问的形式继续参与本集团的公司经营；杨惠妍接任公司主席职务。

## 慈善事业
杨国强热心于公益慈善事业。1997年，杨国强以母亲名字设立仲明助学金，用于资助广东省内家庭经济困难且品学兼优的大学生。2002年9月，杨国强捐资兴办全国第一所纯慈善、全免费、全寄宿民办高级中学国华纪念中学。2012年，创办具慈善性质的广东碧桂园职业学院。

## 家庭
杨国强与妻子杨艳池育有三女，大女儿杨慕伊相传因儿时患病较少露面，二女儿杨惠妍任碧桂园集团主席，三女儿杨子莹任碧桂园集团执行董事。

## 事件
2023年，自8月宣布公司陷入流动性危机后，碧桂园风波不断，后又被传出“创始人与其女儿可能已经离境”的消息。10月19日早间，碧桂园通过官微发布声明称，公司关注到有谣言称“创始人父女或已离境”，该谣言被别有用心地发布在多个网络平台，造成恶劣影响。我司创始人和集团董事会主席目前在国内正常工作。我们衷心感谢大家对公司在困难时期的关注、支持和理解，但对恶意造谣行径保留追究责任的权利。